# Rally Rías Baixas de 2007
El Rally Rías Baixas de 2007, oficialmente 43.º Rallye Rías Baixas Redcom, fue la cuadragésimotercera edición y la cuarta cita de la temporada 2007 del Campeonato de España de Rally. Fue también puntuable para el Desafío Peugeot y la Mitsubishi Evo Cup. Se celebró del 1 al 2 de junio y contó con un itinerario de nueve tramos que sumaban un total de 167 km cronometrados. Aunque Víctor Senra fue el más rápido en el primer tramo, Miguel Ángel Fuster le sucedió en el liderato de la prueba que conservó hasta la séptima especial donde pinchó una rueda. Así Alberto Hevia ascendió a la primera posición y se llevó la victoria que además le permitió hacerse con el liderato del campeonato de España. El podio lo completaron Fuster y Pedro Burgo, este último beneficiado por el pinchazo de Vinyes en la penúltima especial y del abandono de Sergio Vallejo en la última.

## Itinerario
| Día   | Tramo | Nombre       | Distancia | Hora  | Ganador             | Líder               |
| ----- | ----- | ------------ | --------- | ----- | ------------------- | ------------------- |
| Día 1 | TC1   | As Neves     | 14.35 km  | 08:45 | Víctor Senra        | Víctor Senra        |
| Día 1 | TC2   | La Hermida   | 18.92 km  | 09:21 | Miguel Ángel Fuster | Miguel Ángel Fuster |
| Día 1 | TC3   | Maceira      | 16.72 km  | 09:54 | Alberto Hevia       | Miguel Ángel Fuster |
| Día 1 | TC4   | As Neves 2   | 14.35 km  | 12:16 | Miguel Ángel Fuster | Miguel Ángel Fuster |
| Día 1 | TC5   | La Hermida 2 | 18.92 km  | 12:52 | Alberto Hevia       | Miguel Ángel Fuster |
| Día 1 | TC6   | Mondariz     | 24.05 km  | 16:14 | Sergio Vallejo      | Miguel Ángel Fuster |
| Día 1 | TC7   | Ponteareas   | 18.23 km  | 17:22 | Alberto Hevia       | Alberto Hevia       |
| Día 1 | TC8   | Mondariz 2   | 24.05 km  | 19:36 | Miguel Ángel Fuster | Alberto Hevia       |
| Día 1 | TC9   | Ponteareas 2 | 18.23 km  | 20:44 | Alberto Hevia       | Alberto Hevia       |

## Clasificación final
| Pos. | Piloto              | Copiloto            | Automóvil                      | Tiempo    | Diferencia |
| ---- | ------------------- | ------------------- | ------------------------------ | --------- | ---------- |
| 1.   | Alberto Hevia       | Alberto Iglesias    | Volkswagen Polo S2000          | 1:42:47.8 | 0.0        |
| 2.   | Miguel Ángel Fuster | José Vicente Medina | Fiat Abarth Grande Punto S2000 | 1:43:08.9 | +0:21.1    |
| 3.   | Pedro Burgo         | Marcos Burgo        | Mitsubishi Lancer Evo IX       | 1:44:22.6 | +1:34.8    |
| 4.   | Alberto Meira       | Álvaro Bañobre      | Mitsubishi Lancer Evo IX       | 1:45:13.5 | +2:25.7    |
| 5.   | Josep Basols        | Álex Haro           | Mitsubishi Lancer Evo IX       | 1:45:31.8 | +2:44.0    |
| 6.   | Yeray Lemes         | Rogelio Peñate      | Mitsubishi Lancer Evo IX       | 1:46:01.4 | +3:13.6    |
| 7.   | Joan Vinyes         | Jordi Mercader      | Citroën C2 S1600               | 1:47:25.7 | +4:37.9    |
| 8.   | Manuel Redondo      | Gustavo Piris       | Fiat Punto S1600               | 1:50:57.7 | +8:09.9    |
| 9.   | Esteban Vallín      | Fermín Busta        | Peugeot 206 XS                 | 1:51:05.5 | +8:17.7    |
| 10.  | Óscar Garre         | Cándido Carrera     | Peugeot 206 XS                 | 1:51:13.9 | +8:26.1    |